# 名偵探柯南：緋色的不在場證明
《名偵探柯南：緋色的不在場證明》，是改編自日本漫畫家青山剛昌創作的漫畫系列《名偵探柯南》的電視動畫總集篇。

## 概要
2021年1月，由於《名偵探柯南：緋色的彈丸》因2019冠狀病毒病疫情延後一年上映，動畫公司決定於2021年2月11日至3月4日限定上映總集篇《名偵探柯南：緋色的不在場證明》，片中還付上「赤井秀一贈送給大家的留言」以及《名偵探柯南：緋色的彈丸》的新預告片。
2021年2月，宣佈上映日期延長至2021年3月5日以後。

## 劇情
故事以「貫穿世界的危險家族」赤井一家為核心，呈現赤井秀一、世良真純、羽田秀吉、瑪麗不為人知的秘密與關係。

## 登場角色
| 角色                 | 配音員     | 配音員 | 簡介 |
| 角色                 | 日本       | 臺灣   | 簡介 |
| -------------------- | ---------- | ------ | --- |
| 江戶川柯南           | 高山南     | 曾允凡 | 本作品男主角，原是知名的關東高中生偵探工藤新一，因被黑暗組織的琴酒灌下毒藥而縮小身體，化名為江戶川柯南寄住在毛利家中並暗中調查黑暗組織。 |
| 工藤新一             | 山口勝平   | 劉傑   | 本作品男主角，原是知名的關東高中生偵探工藤新一，因被黑暗組織的琴酒灌下毒藥而縮小身體，化名為江戶川柯南寄住在毛利家中並暗中調查黑暗組織。 |
| 赤井秀一             | 池田秀一   | 劉傑   | 赤井一家的長男，FBI的頂尖搜查官，追蹤黑暗組織從美國來到日本，曾臥底於組織獲得代號「Rye（黑麥威士忌）」，而組織畏懼他，稱呼他為「銀色子彈」。左撇子狙擊手，擁有卓越的狙擊技術，還精通截拳道。他偽裝死亡，隱藏真實身分變裝成沖矢昴，並秘密地保護灰原哀及追蹤黑暗組織。 |
| 沖矢昴               | 置鮎龍太郎 | 吳文民 | 赤井一家的長男，FBI的頂尖搜查官，追蹤黑暗組織從美國來到日本，曾臥底於組織獲得代號「Rye（黑麥威士忌）」，而組織畏懼他，稱呼他為「銀色子彈」。左撇子狙擊手，擁有卓越的狙擊技術，還精通截拳道。他偽裝死亡，隱藏真實身分變裝成沖矢昴，並秘密地保護灰原哀及追蹤黑暗組織。 |
| 世良真純             | 日高範子   | 楊凱凱 | 赤井一家的么女，從國外歸來轉學至新一和小蘭的班級的女高中生偵探，為確認10年前遇到的新一，和在溫布頓網球賽看到的柯南是不是同一個人。擁有敏銳的洞察力，聽力超常，善於截拳道。                                                                                           |
| 羽田秀吉             | 森川智之   | 吳文民 | 赤井一家的次男，後被羽田家收為養子。專業將棋棋士，曾取得過將棋七冠王的成就，人稱「太閣名人」。他十分尊敬義兄羽田浩司。擁有瞬間記憶，也很擅長推理。宮本由美的男友。                                                                                                   |
| 瑪麗                 | 田中敦子   | 魏晶琦 | 赤井一家的母親，又稱領域外的妹妹，為英國秘密情報局MI6的職員。跟真純在倫敦居住的時候，為了去見丈夫赤井務武，卻被黑暗組織的苦艾酒灌下APTX-4869而導致身體變小，變成少女的模樣。                                                                                         |
| 毛利蘭               | 山崎和佳奈 | 魏晶琦 | 新一的青梅竹馬兼女朋友，擅長空手道，是全國高中空手道關東大賽的冠軍。 |
| 毛利小五郎           | 小山力也   | 曹冀魯 | 小蘭的父親，有著沉睡小五郎之稱的私家偵探，並開設毛利偵探事務所，曾任刑警。 |
| 工藤優作             | 田中秀幸   | 吳文民 | 新一的父親，以暢銷全球的《暗夜男爵》系列小說為代表作品，妻子是工藤有希子。 |
| 工藤有希子           | 島本須美   | 楊凱凱 | 新一的母親，曾經紅極一時、風靡全球的銀幕巨星，丈夫是工藤優作。 |
| 吉田步美             | 岩居由希子 | 楊凱凱 | 柯南的同學，三人為帝丹小學一年級生，後來與轉學生柯南和灰原組成少年偵探團。 |
| 小嶋元太             | 高木涉     | 劉傑   | 柯南的同學，三人為帝丹小學一年級生，後來與轉學生柯南和灰原組成少年偵探團。 |
| 圓谷光彦             | 大谷育江   | 魏晶琦 | 柯南的同學，三人為帝丹小學一年級生，後來與轉學生柯南和灰原組成少年偵探團。 |
| 灰原哀               | 林原惠     | 魏晶琦 | 柯南的夥伴，本名宮野志保，原為黑暗組織科學家，代號雪莉。因吃下自己研發的毒藥卻意外縮小身體，目前逃離組織並寄住在阿笠博士家中。 |
| 鈴木園子             | 松井菜櫻子 | 楊凱凱 | 小蘭的好友兼閨蜜，帝丹高中2年B班学生，鈴木財團的二小姐千金。 |
| 目暮十三             | 茶風林     | 吳文民 | 警視廳搜查一課的警部，經常出現在殺人事件現場。 |
| 高木涉               | 高木涉     | 劉傑   | 以上二人為警視廳搜查一課的刑警，兩人為情侶關係。高木為巡查部長，佐藤為警部補。 |
| 佐藤美和子           | 湯屋敦子   | 魏晶琦 | 以上二人為警視廳搜查一課的刑警，兩人為情侶關係。高木為巡查部長，佐藤為警部補。 |
| 宮本由美             | 杉本優     | 楊凱凱 | 警視廳交通部交通課女警（警部補），負責違規停車等任務。秀吉的女友。 |
| 三池苗子             | 田中理惠   | 曾允凡 | 警視廳交通部交通課女警（巡查部長）。是千葉和伸的同班同學兼初戀情人。 |
| 米原櫻子             | 丹下櫻     | 魏晶琦 | 是一個有點冒失，但是卻很盡職盡責的女傭。 |
| 朱蒂·斯泰琳          | 一城美由希 | 曾允凡 | FBI搜查官，秀一的同事兼前女友。為調查黑暗組織而到帝丹高中教書，現繼續追蹤黑暗組織。 |
| 安德烈·卡邁爾        | 梁田清之   | 吳文民 | FBI搜查官，朱蒂的工作夥伴同屬詹姆斯的手下。 |
| 安室透／波本／降谷零 | 古谷徹     | 劉傑   | 警察廳警備局警備企畫課（通稱"零"）所屬的公安警察，是被派入黑暗組織內的間諜，獲得波本的代號，後來以安室透身份自稱私家偵探，後來在白羅咖啡廳擔任服務生。 |
| 水無怜奈／基爾       | 三石琴乃   | 楊凱凱 | CIA探員，本堂瑛祐的姐姐。表面身份為日賣電視台女主播水無怜奈，臥底於黑暗組織的情報員，代號KIR，其本名為本堂瑛海。 |
| 琴酒                 | 堀之紀     | 曹冀魯 | 黑暗組織的高級幹部，在組織中負責重要的交易、暗殺及剷除不合格成員、組織內奸的任務，是少數能在組織裡呼風喚雨的人物。 |
| 苦艾酒               | 小山茉美   | 楊凱凱 | 組織的高級幹部，與波本被琴酒稱為「秘密主義者」，精通易容術。知道柯南和灰原的真實身份，但未將此事告訴組織。 |
| 伏特加               | 立木文彦   | 吳文民 | 組織的幹部，琴酒的搭檔，完全服從琴酒且一起行動，並稱呼他「大哥」。 |
| 香堤                 | 井上喜久子 | 楊凱凱 | 組織的幹部，為優秀的狙擊手，具有狙擊距離600碼的實力。 |
| 班導師               | 菅原淳一   | 吳文民 | 帝丹高中2年B班教師。 |
| 晝川利子             | 達依久子   | 魏晶琦 | |
| 詐騙受害男           | 塾一久     | 吳文民 | |
| 詐騙受害女           | 佐藤藍     | 曾允凡 | |
| 公車癡漢             | 蓮池龍三   | 曹冀魯 | |
| 伊丹永信             | 田中亮一   | 吳文民 | |
| 採訪者               | 長洋平     | 曹冀魯 | |
| 火浦京伍             | 石井康嗣   | 曹冀魯 | |
| 編輯男               | 布目貞雄   | 劉傑   | |
| 服務生               | 今村直樹   | 吳文民 | |
| 小倉功雅             | 魚健       | 吳文民 | 小倉拉麵老闆，閻魔大王拉麵的發明者。 |
| 大橋彩代             | 平松晶子   | 魏晶琦 | 小倉拉麵店兼職女店員。 |
| 水科宗輔             | 小川一樹   | 劉傑   | |
| 綁匪A                | 清川元夢   | 吳文民 | |
| 綁匪B                | 鹽屋浩三   | 曹冀魯 | |
| 主持人               | 大西健晴   | 曹冀魯 | |
| 公安男               | 乃村健次   | 曹冀魯 | |
| 北森靖繪             | 豐口惠     | 魏晶琦 | |
| 刑警男               | 一條和矢   | 曹冀魯 | |
| 混混男               | 福西勝也   | 曹冀魯 | |
| 混混男               | 新祐樹     | 吳文民 | |
| 遊客女               | 川上彩     | 楊凱凱 | |

## 外部連結
- 互联网电影数据库（IMDb）上《名偵探柯南：緋色的不在場證明》的资料（英文）
- 開眼電影網上《名偵探柯南：緋色的不在場證明》的資料（繁體中文）
- 豆瓣电影上《名偵探柯南：緋色的不在場證明》的資料 （简体中文）
- TVアニメシリーズ特別総集編『名探偵コナン 緋色の不在証明』公式サイト - ウェイバックマシン（2021年10月22日アーカイブ分）
- 名探偵コナン 緋色の不在証明 （页面存档备份，存于） - 東宝
- 名探偵コナン 緋色の不在証明 （页面存档备份，存于） - allcinema
- 名探偵コナン 緋色の不在証明 （页面存档备份，存于） - KINENOTE
- 名探偵コナン 緋色の不在証明 （页面存档备份，存于） - 文化庁日本映画情報システム
- 名探偵コナン 緋色の不在証明 （页面存档备份，存于） - 映画.com
- 名探偵コナン 緋色の不在証明 （页面存档备份，存于） - Movie Walker
- 名探偵コナン 緋色の不在証明 （页面存档备份，存于） - シネマトゥデイ